# Аверкиев, Александр Николаевич
Алекса́ндр Никола́евич Аве́ркиев (1854, Саратов — 1890-е, Саратов) — революционер, народник.

## Биография
Александр Николаевич Аверкиев родился около 1854 года в семье дворян Самарской губернии, в городе Саратове Саратовской губернии, ныне город — административный центр Саратовской области.
Учился в Технологическом институте.
В 1873 году участвовал революционном кружке в Самаре, сотрудничал в нелегальной типографии. Был арестован. В 1877—1878 годах проходил в качестве обвиняемого по судебному делу революционеров-народников (Процесс ста девяноста трёх). Дело разбиралось в Санкт-Петербурге в Особом присутствии Правительствующего сената. По высочайшему повелению от 19 февраля (2 марта)  1876 года был освобожден за недостатком улик.
Вторично был арестован в марте 1877 года в Санкт-Петербурге, в квартире Н.А. Кузнецова, где располагалась подпольная типография. С 30 мая (11 июня)  1877 года по 27 июля (8 августа)  1878 года содержался в Петропавловской крепости, затем переведен в Литовский замок. Особым присутствием Сената 14 (26) июня 1878 года был признан виновным в открытии тайной типографии, в напечатании  и распространении преступных сочинений и приговорен к лишению всех прав состояния и к ссылке на поселение в Западную Сибирь. 
Поселен в городе Кургане Курганского округа Тобольской губернии вместе с женой Еленой Ивановной Аверкиевой (урожд. Прушакевич). Вместе с ссыльным И.Ф. Белявским организовал кузницу, а так же занимался ремонтом швейных машин.
В 1883 или 1887 году вместе с женой за содействие побегам политических (бежали С.А. Иванов, Н. Толузаков и Л.В. Чемоданова) и «вредное влияние» на ссыльных переведён в город Сургут Сургутского округа Тобольской губернии. В феврале 1888 года участвовал в с. Юганском Сургутского округа в коллективном протесте ссыльных против действий губернатора; обыскан 22 мая (3 июня)  1888 года. В августе 1888 года, по постановлению Особого совещания переведен в с. Кондинское Берёзовского округа Тобольской губернии. В 1888 году переведён в село Мужи Берёзовского округа, в 1893 году — в город Тару. После освобождения жил в городе Саратове. 
Александр Николаевич Аверкиев умер в середине 1890-х годов (до 1904 года) в городе Саратове Саратовской губернии, ныне город — административный центр Саратовской области.

## Семья
- Жена (с 1878 года) — Елена Ивановна Прушакевич (ок. 1850—1918). В 1874 году арестована по делу о незаконной пропаганде, в 1878 году приговорена к каторжным работам на заводах на четыре года, заменённой ссылкой в Тобольскую губернию. В семье семеро детей.
  - Дочери — Ольга (ок. 1880—?); Любовь (ок. 1882—?); Вера (13 (25) июня 1884 года —?), в замужестве Талалаева; в 1934 году за партийную принадлежность к эсэрам, а также деятельность во Всесоюзном обществе бывших политкаторжан и ссыльнопоселенцев, была отправлена в ссылку в Сургут; Надежда; Анна; Нина.
  - Сын — Борис Александрович Аверкиев (?—1918), служил в Рабоче-крестьянской Красной Армии.